# Вярьвель
Вярьвель — деревня в Атюрьевском районе Республики Мордовия России. Входит в состав Атюрьевского сельского поселения.

## География
Деревня Вярьвель расположена в 127 км от города Саранска.

## Население
| 2002 | 2010 |
| ---- | ---- |
| 38   | ↘12  |

Национальный состав
Согласно результатам Всероссийской переписи населения 2002 года, в национальной структуре населения русские составляли 96 %.